# Pierre Verhoeven
Pierre Verhoeven, né le 26 mars 1896 et mort à une date inconnue, est un joueur de football international belge actif durant les années 1920. Il évolue durant toute sa carrière à Uccle Sport où il évolue au poste de milieu de terrain.

## Carrière en club
Pierre Verhoeven fait ses débuts avec l'équipe première d'Uccle Sport en 1919, lors de la reprise des compétitions après la fin de la Première Guerre mondiale. Champion de Promotion, le second niveau national à l'époque, en 1914, le club découvre cette saison-là la Division d'Honneur. Après deux saisons au plus haut niveau, le club termine dernier et est condamné à la relégation. Néanmoins, les bonnes prestations de Pierre Verhoeven lui permettent d'être appelé en équipe nationale belge en mai 1921. Il aide ensuite son club à remporter le titre de champion de Promotion la saison suivante, lui permettant ainsi de remonter directement parmi l'élite. Malheureusement, ce retour ne dure qu'une saison et le club, bon dernier, doit de nouveau redescendre d'un échelon. Pierre Verhoeven quitte alors le club et se retire du monde du football.

## Statistiques
| Saison                | Club                  | Championnat           | Championnat | Championnat | Coupe(s) nationale(s) | Coupe(s) nationale(s) | Total | Total |
| Saison                | Club                  | Division              | M.          | B.          | M.                    | B.                    | M.    | B.    |
| 1919-1920             | Uccle Sport           | Division 1            | -           | -           | 0                     | 0                     | 0     | 0     |
| 1920-1921             | Uccle Sport           | Division 1            | -           | -           | 0                     | 0                     | 0     | 0     |
| 1921-1922             | Uccle Sport           | Division 1            | -           | -           | 0                     | 0                     | 0     | 0     |
| 1922-1923             | Uccle Sport           | Division 1            | -           | -           | 0                     | 0                     | 0     | 0     |
| Total sur la carrière | Total sur la carrière | Total sur la carrière | 1           | -           | -                     | -                     | 1     | 0     |

### Palmarès
- 1 fois champion de Division 2 en 1922 avec Uccle Sport.

## Carrière en équipe nationale
Pierre Verhoeven compte une convocation et un match joué en équipe nationale belge. Celui-ci a lieu le 5 mai 1921 lors d'un match amical face à l'Italie et se solde par une défaite 2-3, alors que les « Diables Rouges » menaient encore 2-0 à vingt minutes de la fin de la rencontre.
Le tableau ci-dessous reprend toutes les sélections de Pierre Verhoeven. Le score de la Belgique est toujours indiqué en gras.
| Date       | Compétition  | Adversaire | Lieu   | Score | Remarque |
| ---------- | ------------ | ---------- | ------ | ----- | -------- |
| 05/05/1921 | Match amical | Italie     | Anvers | 2-3   |          |